# الديمقراطية في الماركسية
وفقًا للنظرية الماركسية، ينشأ مجتمع ديمقراطي جديد من خلال العمل المنظم للطبقة العاملة الدولية، ويفضي إلى تحرير سائر الشعب ومنح الأفراد حرية التصرف بعيدًا عن مكبّلات سوق العمل. وهكذا تنتفي الحاجة -أو تقلّ إلى حدها الأدنى- لوجود الدولة، والتي لم توجد أصلًا سوى لفرض الاغتراب.
ذكر كلٌّ من كارل ماركس وفريدرك إنجلز في البيان الشيوعي وكتاباتهما اللاحقة أن «أول خطوة في سبيل ثورة الطبقة العاملة تتمثل في رفع البروليتاريا إلى مقام الطبقة الحاكمة، وذلك بهدف الانتصار في النضال لتحقيق الديمقراطية»، وأن حق الانتخاب العام «هو من أول وأهم وظائف البروليتاريا المسلحة«.
كما ذكر ماركس في وثيقته نقد برنامج غوتا، «بين المجتمع الرأسمالي والمجتمع الشيوعي ثمة فترة انتقالية ثورية من الأول للآخر. يتزامن ذلك مع فترة انتقال سياسية تكون فيها الدولة عبارة عن ديكتاتورية البرلويتاريا الثورية». لم يستبعد ماركس احتمالية حدوث انتقال سلمي في بعض البلدان ذات الهياكل المؤسساتية الديمقراطية الراسخة (مثل بريطانيا، والولايات المتحدة، وهولندا)، ولكنه افترض أنه في البلدان حيث لا يتمكن العمال من «تحقيق أهدافهم بوسائل سلمية فلا بد أن القوة هي الوسيلة الأنجع لقيام ثورتنا«.
وذكر أن العمال لديهم كامل الحق بالثورة في حال لم يُمنحوا حق التعبير السياسي. وردًا عن سؤال «ما مسار هذه الثورة؟»، كتب إنجلز في مبادئ الشيوعية:
«في المقام الأول، ستضع الثورة دستورًا ديمقراطياً، ومن خلاله، تتأتى هيمنة البروليتاريا بشكل مباشر أو غير مباشر».
من جهة، يقترح فيه الماركسيون استبدال الدولة البرجوازية بشبه دولة بروليتارية عبر الثورة (دكتاتورية الطبقة العاملة)، ستتلاشى نفسها في نهاية المطاف، ومن جهة أخرى ينادي الأناركيون بحلّ الدولة ذاتها عند إلغاء الرأسمالية. رغم ما تقدم، يشترك كلا الطرفين بالسعي إلى تحقيق مجتمع شيوعي بلا دولة حاكمة.

## الاتحاد السوفييتي والبلشفية
في القرن التاسع عشر، نادى البيان الشيوعي (1848) لكارل ماركس وفريدريك إنجلز باتحاد دولي للطبقات العاملة الأوروبية بهدف خوض الثورة الشيوعية؛ وأفادا بأنه نظرًا إلى أفضلية التنظيم السوسيو-اقتصادي للشيوعية على الرأسمالية، فإن الثورة العمالية ستنشب أولًا في البلدان المتقدمة اقتصاديًا وصناعيًا. بلغت الديمقراطية الاشتراكية الماركسية أوج قوتها في ألمانيا خلال القرن التاسع عشر، وألهم الحزب الديمقراطي الاجتماعي لينين وغيره من الماركسيين الروس.
خلال الهوجة الثورية التي رافقت الثورة الروسية في الأعوام 1905 و1917، ظهرت جهود شعبية لأفراد من الطبقة العاملة لتطبيق الديمقراطية المباشرة من خلال السوفييتات (التي تعني المجالس باللغة الروسية). وفقًا لما قاله لينين وغيره من منظري الاتحاد السوفييتي، تمثل السوفييتات الإرادة الديمقراطية للطبقة العاملة وبالتالي فهي تجسيد لديكتاتورية البروليتاريا. اعتبر لينين والبلاشفة مجلس السوفييت الوحدة التنظيمية المؤسسة للمجتمع في النظام الشيوعي، ودعموا هذا النمط من الديمقراطية. وبالتالي، عند حلّ الجمعية التأسيسية في يناير 1918، أُلغيت نتائج انتخابات الجمعية التأسيسية في العام 1917 والتي طال انتظارها، وفيها خسر حزب لينين البلشفي مقابل الحزب الاشتراكي الثوري.
من ناحية عملية، تلخصت رسالة الحزب الطليعي اللينيني في تزويد الطبقة العاملة بالوعي السياسي (عبر التثقيف والتنظيم) والقيادة الثورية اللازمة للتخلص من الرأسمالية في الإمبراطورية الروسية. بعد الثورة البلشفية في العام 1917، أضحت اللينينية النسخة المهيمنة من النظرية الماركسية في روسيا، ومن خلال تأسيس الديمقراطية السوفييتية، أخذ النظام البلشفي يقمع الاشتراكيين الذين عارضوا الثورة، مثل المناشفة وكوادر الحزب الاشتراكي الثوري.
في نوفمبر 1917، أصدر لينين قانون مراقبة العمال، والذي دعا العمال من مختلف المشاريع لتأسيس لجان منتخبة لمراقبة إدارة المشروع. وفي ذلك الشهر، أصدر البلاشفة مرسومًا بالحجز على احتياطي الدولة من الذهب، وتأميم البنوك، وهي الإجراءات التي اعتبرها لينين خطوة رئيسية على الطريق إلى تحقيق الاشتراكية.